# Subkhiddin Mohd Salleh
Subkhiddin Mohd Salleh (* 17. November 1966) ist ein ehemaliger malaysischer Fußballschiedsrichter. Er war seit 2000 internationaler Schiedsrichter für die FIFA.
2007 wurde er als Schiedsrichter für die Junioren-Fußballweltmeisterschaft in Kanada ausgewählt, wo er bei drei Spielen zum Einsatz kam. In der Gruppenphase leitete er die Spiele zwischen Panama und Argentinien sowie zwischen Schottland und Costa Rica. Im Achtelfinale zwischen Chile und Portugal verwies er drei Spieler des Feldes und war dabei auch in einen außergewöhnlichen Zwischenfall verwickelt: Der portugiesische Spieler Zequinha nahm ihm die rote Karte aus der Hand, als er dessen Mitspieler Manú vom Platz schickte. Dies führte bei den Zuschauern und Sportkommentatoren zu großer Belustigung, aber auch zum sofortigen Platzverweis des Spielers.
2008 leitete Mohd Salleh unter anderem das Rückspiel des AFC Champions-League-Finales zwischen Adelaide United und Gamba Osaka.
2010 wurde Mohd Salleh als Schiedsrichter für die Fußball-Weltmeisterschaft ausgewählt, leitete aber kein Spiel. Stattdessen war er achtmal als Vierter Offizieller im Einsatz.
Im Januar 2011 kam er beim Asien Cup im Katar zum Einsatz und leitete die Gruppenspiele Bahrain – Indien (5:2), Nordkorea – Vereinigte Arabische Emirate (0:0) und Irak – Nordkorea (1:0). Er wurde auch im Viertelfinalspiel zwischen Katar und Japan (2:3) eingesetzt. An seiner Seite standen dabei sein Landsmann Mohd Sabri Mat Daud und der Chinese Mu Yuxin.